# Dmitrij Wozniesienski
Dmitrij Pawłowicz Wozniesienski ros. Дмитрий Павлович Вознесенский (ur. 1902 w Jarosławiu, zm. 1982) – rosyjski funkcjonariusz OGPU i NKWD ZSRR, oficer Smiersz (kontrwywiadu Armii Czerwonej), pułkownik NKWD i ludowego Wojska Polskiego, szef Głównego Zarządu Informacji WP.

## Życiorys
Pochodził z rodziny chłopskiej. Służbę w OGPU rozpoczął w 1922. W tym samym roku mianowany na pierwszy stopień oficerski i został funkcjonariuszem operacyjnym OGPU. W 1925 Wozniesienski rozpoczął służbę w kontrwywiadzie, który podlegał OGPU jako Oddział Specjalny (OO), podporządkowany do 1931 roku Zarządowi Tajno-Operacyjnemu [SOU] (OO.SOU.OGPU) następnie jako OO OGPU. Pracował tam aż do 1934, czyli włączenia OGPU do struktur NKWD jako Główny Zarząd Bezpieczeństwa Państwowego (GUGB) NKWD, pracując nadal w kontrwywiadzie (OO GUGB NKWD); od września 1938 w Wydziale IV GUGB NKWD. W lutym 1941 po kolejnej reorganizacji organów bezpieczeństwa (GUGB został zlikwidowany a jego komórki oprócz kontrwywiadu utworzyły NKGB, prawdopodobnie został w NKWD, gdyż jedną z funkcji był kontrwywiad wojskowy (w wojskach NKWD), którym zajmował się 3 Oddział NKWD ZSRR.
Po ataku III Rzeszy na ZSRR 22 czerwca 1941 kierował różnymi ogniwami szczebla Oddziału w strukturach NKWD, m.in. Frontu. W 1943 po utworzeniu Głównego Zarządu Kontrwywiadu (Smiersz) przy Ludowym Komisariacie Obrony ZSRR jako długoletni funkcjonariusz bezpieczeństwa został tam oddelegowany w stopniu podpułkownika i zaczął służyć w strukturach frontowych.
W maju 1944 został oddelegowany do ludowego Wojska Polskiego w ZSRR. W stopniu pułkownika WP został zastępcą szefa Wydziału Informacji 1 Armii Wojska Polskiego. W październiku tego samego roku został szefem Wydziału (później Oddziału) Informacji 1 Armii Wojska Polskiego. Po decyzji utworzenia 3 Armii Wojska Polskiego zaczął formować struktury Informacji dla 3 Armii WP. Z powodu braku rekrutów i innych problemów zaniechano formowania tej Armii i organów Informacji dla niej, powrócił więc do 1 Armii WP. Po zakończeniu działań wojennych został szefem Oddziału Informacji Okręgu Wojskowego nr 2 w Bydgoszczy. Organizował wiele czystek i prowokacji w ludowym Wojsku Polskim m.in. tzw. sprawa zamojsko-lubelska i sprawa bydgoska. 
We wrześniu 1946 został zastępcą Stefana Kuhla, ówczesnego szefa Głównego Zarządu Informacji. 6 czerwca 1950 zastąpił go na stanowisku jako p.o. szefa Głównego Zarządu Informacji. 1 kwietnia 1951 został pełnomocnym szefem GZI WP/MON. Sprawował to stanowisko do 21 grudnia 1953, kiedy został zastąpiony przez pułkownika Karola Bąkowskiego.
Dmitrij Wozniesienski podczas sprawowania funkcji szefa GZI WP/MON był bezpośrednio odpowiedzialny za masowe aresztowania i procesy ówczesnej kadry oficerskiej WP; jeden z najbardziej znanych procesów to proces gen. Stanisława Tatara w ramach tzw. procesu TUN.
W 1954 odwołany z Polski do ZSRR, gdzie został aresztowany. Osądzony przez Kolegium Wojskowe Sądu Najwyższego ZSRR 2 listopada 1955 i skazany na 10 lat pozbawienia wolności.

## Stanowiska
- 23.02.1936 – 23.04.1936 zastępca szefa Wydziału Specjalnego Zarządu Ludowego Komisariatu Spraw Wewnętrznych Obwodu Kurskiego[2][3]
- od 23.04.1936	p/o szefa Wydziału Specjalnego Zarządu Ludowego Komisariatu Spraw Wewnętrznych Obwodu Kurskiego[3]
- od 20.07.1937	zastępca szefa 3 Wydziału Zarządu Ludowego Komisariatu Spraw Wewnętrznych Obwodu Kurskiego[4]
- 22.05.1943 szef Wydziału Kontrwywiadu „Smiersz” 2 Korpusu Lotnictwa Szturmowego[5]
- 06.12.1944 szef Wydziału Informacji 1 Armii Wojska Polskiego[6][7][8].

## Nominacje
- 23.02.1936 st. por. bezp. państw.[2]
- 22.05.1943 podpułkownik[5]
- 06.12.1944 pułkownik[6]

## Nagrody i odznaczenia
- 21.02.1944 Order Wojny Ojczyźnianej I stopnia[9]
- 03.11.1944 Order Czerwonego Sztandaru[10]
- 31.05.1945 Order Czerwonego Sztandaru[11]
- 29.06.1945 Order Czerwonego Sztandaru[7]

## Życie prywatne
Był zięciem gen. Karola Świerczewskiego.